# Capacho (Michoacán)
Capacho es una localidad del estado mexicano de Michoacán. Es parte del municipio de Huandacareo.

## Toponimia
El nombre «Capacho» proviene del purépecha. Su significado es «Lugar donde hay arcos para flechas».

## Demografía
| Gráfica de evolución demográfica |
|                                  |

| Censo | Población |
| ----- | --------- |
| 1900  | 824       |
| 1910  | 945       |
| 1921  | 990       |
| 1930  | 1073      |
| 1940  | 1242      |
| 1950  | 1386      |
| 1960  | 1313      |
| 1970  | 1400      |
| 1980  | 1842      |
| 1990  | 2070      |
| 2000  | 2035      |
| 2010  | 1849      |
| 2020  | 1969      |